# Атеїстичне виховання в школі
Атеїсти́чне вихова́ння в шко́лі — складова частина комуністичного виховання у підростаючого покоління несумісних з релігійною ідеологією основ науково-матеріалістичного світогляду. Після Жовтневого перевороту в Радянському Союзі була здійснена спроба подолання релігійних вірувань у свідомості мас.
Декретом Раднаркому РРФСР 23 січня 1918 (в Україні — декретом Тимчасового Робітничо-Селянського уряду 22 січня 1919) було проголошено світський характер шкільного навчання і виховання. Завдяки цьому школа дістала широкі можливості для послідовного здійснення завдань виховання науково-матеріалістичного світогляду.
Згідно з радянською пропагандою: Атеїстичне виховання здійснювалось в процесі навчання, позакласної та позашкільної роботи, а також у сім'ї шляхом створення в свідомості дітей та підлітків міцних матеріалістичних переконань. В процесі вивчення основ наук (передусім фізики, хімії, природознавства, астрономії, фізичної географії) вчителі показували протилежність між наукою і релігією, а на навчальному матеріалі з історії та літератури вони розкривали класову суть релігії та церкви і їхню роль в експлуататорському суспільстві; переконували учнів у тому, що церква  виступала проти прогресу і наукової думки.
Атеїстичне виховання було побудоване на засадах наукового атеїзму, на взаємодії умов, що склалися в розвинутому соціалістичному суспільстві, і суб'єктивного фактора — ідеологічної роботи КПРС. Головним елементом Атеїстичного виховання в СРСР був його ідейно-теоретичний зміст, тобто наукова основа, на якій відбувалася критика релігії й обґрунтування атеїзму.
Значне місце в атеїстичному вихованні, за визначенням Української радянської енциклопедії, в СРСР посідала критика антинаукових клерикальних положень, розкриття тісного зв'язку між релігійними і націоналістичними пережитками.
Атеїстичне виховання було тісно пов'язане з ідейно-політичним, моральним, інтернаціоналістським, патріотичним, естетичним вихованням. Конституція СРСР визнавала право ведення атеїстичної пропаганди.

## Основні форми атеїстичного виховання в СРСР
- Науково-атеїстична пропаганда з використанням ЗМІ, літератури і мистецтва.
- Культурно-освітня робота.
- Мережа політосвіти.
- Виховний вплив громадських організацій.
- Індивідуальна робота з віруючими.
- Атеїстичне виховання дітей у сім'ї і школі.

## Відхід від атеїзму
Впровадження усіх антирелігійних заходів, зокрема у освіті, не мали корисного для радянського ідеологічного керівництва вирішення, позаяк внутрішньорелігійні пережитки, як окреслювали їх чиновники від атеїзму, жили і продовжували жити у суспільстві. Неефективним було подолання релігії як у Європейській частині Союзу, так і у Середній Азії, загалом у Союзі.

## Крен до клерикалізації освіти у незалежній Україні
З набуттям незалежності Україною, атеїстичне виховання позбулося державного впливу; церква і держава стали відокремлені правом і звичаєм, як того вимагає світська держава. Щоправда, при цьому відбувся крен у сторону охрищення школи, коли робляться спроби ввести катехизацію, християнське релігієзнавство як державний предмет у школі. В окремих школах також має місце викладання релігієзнавства у неспеціалізованих навчальних програмах. Сюди належать як технічні заклади вищого рівня акредитації, так і нижчого.